# Aphaena discolor
Aphaena discolor är en insektsart som beskrevs av Gutrin-mtneville 1834. Aphaena discolor ingår i släktet Aphaena och familjen lyktstritar. Inga underarter finns listade i Catalogue of Life.